# Chersodromia adriatica
Chersodromia adriatica är en tvåvingeart som beskrevs av Chvala 1970. Chersodromia adriatica ingår i släktet Chersodromia och familjen puckeldansflugor. Inga underarter finns listade i Catalogue of Life.